# Marco Balzano
Œuvres principales
L'ultimo arrivato
Marco Balzano, né le 6 juin 1978 à Milan en Italie, est un écrivain italien.

## Biographie
Marco Balzano a fait des études de lettres (avec une thèse sur Giacomo Leopardi) et devient enseignant dans le secondaire à Milan. Il commence une carrière d'écrivain en 2007 avec la publication de son premier recueil de poèmes, puis d'un roman en 2010. Il collabore également régulièrement aux pages culturelles du Corriere della Sera.
Il reçoit en 2015 le prix Campiello pour son roman L'ultimo arrivato.

## Œuvre

### Romans
- 2010 : Il figlio del figlio, éd. Avagliano  (ISBN 978-88-8309-288-6) ; rééd. éd. Sellerio, 2016  (ISBN 978-88-3893-491-9)
- 2013 : Pronti a tutte le partenze, éd. Sellerio  (ISBN 978-88-3892-913-7) – prix Flaiano du roman 2013 Prêts à tous les départs : Les Aventures dantesques de Giusè Savino, trad. Jérôme Savereux, Éditions La Fosse aux ours, Lyon, 2015  (ISBN 978-2-35707-055-4)
- 2014 : L'ultimo arrivato, éd. Sellerio  (ISBN 978-88-389-3255-7) – prix Campiello 2015 Le Dernier Arrivé, trad. Nathalie Bauer, éditions Philippe Rey, 2017  (ISBN 978-2848765716) ; rééd. 10/18 no 5554, 2020  (ISBN 978-2-264-06893-4)
- 2018 : Resto qui, Einaudi (2018),  (ISBN 9788806237417) Je reste ici, trad. Nathalie Bauer, éditions Philippe Rey, 2018  (ISBN 978-2-84876-683-6) ; rééd. 10/18 no 5464, 2019  (ISBN 978-2-264-07445-4)

### Poésie
- 2007 : Particolari in controsenso, éd. Lieto Colle
- 2012 : Mezze verità, éd. La vita felice

### Essais
- 2008 : I confini del sole. Leopardi e il Nuovo Mondo, éd. Marsilio,  (ISBN 978-88-317-9549-4)
- 2014 : Gli assurdi della politica. Odio e amore nel pensiero di Leopardi, éd. Unicopli,  (ISBN 978-88-400-1790-7)